# Văn Hiệp
NSƯT Văn Hiệp (25 tháng 3 năm 1942 – 9 tháng 4 năm 2013), tên đầy đủ là Nguyễn Văn Hiệp, quê gốc ở Lạc Trung, Thanh Trì, Hà Nội, là một nghệ sĩ hài kịch nổi tiếng người Việt Nam. Ông được biết đến qua nhiều vai diễn trong các bộ phim, chương trình truyền hình, tác phẩm kịch, đặc biệt là với vai Trưởng thôn trong chương trình "Gặp nhau cuối tuần" của VTV3 Đài Truyền hình Việt Nam. Ông được truy tặng danh hiệu Nghệ sĩ Ưu tú vào ngày 10 tháng 10 năm 2013.

## Tiểu sử
Nghệ sĩ Văn Hiệp tên đầy đủ là Nguyễn Văn Hiệp, sinh ngày 25 tháng 3 năm 1942, quê gốc ở xã Lạc Trung, Thanh Trì, thành phố Hà Nội.
Văn Hiệp tốt nghiệp khóa đầu tiên Đại học Sân khấu Điện ảnh, cùng khoá Doãn Hoàng Giang, Trọng Khôi, Doãn Châu. Sau khi tốt nghiệp, ông được nhận về công tác tại Nhà hát kịch Việt Nam. 
Từ 1963 đến 1990, ông công tác tại Nhà hát Kịch Trung ương và năm 1990 chuyển công tác sang Cục Văn hoá Thông tin.

### Giai đoạn cuối đời
Gần một năm trước khi mất, do sức khoẻ yếu, Văn Hiệp không còn tham gia đóng phim. Khi biết bị ung thư, ông nằng nặc đòi về nhà, và nhất định không bao giờ bước chân đến bệnh viện thêm một lần nào nữa. Đến tận lúc cận kề cái chết, ông vẫn sợ tốn tiền của các con, sợ các con mất thời gian trông nom, sợ đếm những ngày tháng cuối đời qua ô cửa sổ ở nơi toàn tiếng lách cách kim tiêm và mùi thuốc men. Ông bày tỏ nguyện vọng được hỏa thiêu.
Trước Tết Quý Tỵ 2013, Văn Hiệp lâm trọng bệnh. Sau thời gian điều trị tại Bệnh viện Hữu Nghị, ông được đưa về nhà để gia đình chăm sóc vào tháng 3 cùng năm.

### Qua đời và lễ tang
Ông qua đời lúc 5 giờ sáng ngày 9 tháng 4 năm 2013 tại nhà riêng số 10/3 ngách 292/2 tổ 45A, phường Hoàng Văn Thụ, quận Hoàng Mai, Hà Nội, không lâu sau sinh nhật lần thứ 71.
Theo thông tin từ gia đình nghệ sĩ Văn Hiệp, lễ viếng từ 10h ngày 11 tháng 4 năm 2013 tại Nhà tang lễ Bộ Quốc phòng, số 5 Trần Thánh Tông, Hà Nội. Đến phúng viếng có rất nhiều nghệ sĩ bạn bè. Lễ truy điệu vào lúc 11h30 cùng ngày, sau đó thể theo di nguyện của ông và ý nguyện của gia đình, ông đã được hỏa táng tại Đài hóa thân Hoàn Vũ, Văn Điển, Hà Nội. Tro cốt của ông được an táng tại Nghĩa trang Lạc Hồng Viên, Hòa Bình.

## Sự nghiệp
Trên phim ảnh, ông thường "đóng đinh" với những dạng vai nông dân chất phác, hiền lành, thật thà và tốt bụng... Và dù đóng bất kỳ vai nào, cái duyên hài hước trong ông cũng khiến cho vai diễn bừng lên sự sinh động và dí dỏm. Trong sự nghiệp diễn viên 40 năm của mình, ông tham gia vào nhiều tác phẩm kịch, phim truyện.
Những vở diễn đã từng gắn với tên tuổi của ông như: "Nila", "Đôi mắt", "Hoa pháo", "Nghêu, sò, ốc, hến"… và để lại trong lòng khán giả nhiều ấn tượng sâu sắc. Vai diễn "nghiêm túc" của ông đã từng để lại dấu ấn một thời trên sân khấu kịch của Nhà hát Kịch Việt Nam là vai Vinh trong vở "Bài ca Điện Biên".
Tuy nhiên, vai diễn đánh dấu sự khởi nguồn hài kịch của Văn Hiệp chính là vở "Nghêu, Sò, Ốc, Hến" của đạo diễn Dương Ngọc Đức. Ông đã chọn Văn Hiệp vào vai Ốc và với tài diễn xuất của mình, nghệ sĩ Văn Hiệp đã tạo được một Ốc có một không hai trong các vai Ốc của tích tuồng này.
Thời gian về sau, nghệ sĩ Văn Hiệp chuyển sang lĩnh vực truyền hình và thành công với rất nhiều vai diễn lớn nhỏ trên phim truyền hình. Đặc biệt, series kịch bản về "Trưởng thôn Văn Hiệp" cùng 2 danh hài Quang Tèo và Giang Còi đã làm nên một hình tượng nhân vật "trưởng thôn" đặc sắc không hề trộn lẫn. Nghệ sĩ Văn Hiệp nghỉ hưu từ năm 2002.

### Danh hiệu
Cho đến năm 2013, tuy đã 3 lần được làm hồ sơ để trình lên Bộ Văn hóa, Thể thao và Du lịch, nghệ sĩ Văn Hiệp vẫn chưa được phong danh hiệu Nghệ sĩ ưu tú hay Nghệ sĩ nhân dân do thiếu huy chương cũng như có ý kiến cho rằng ông diễn còn nghiệp dư dù ông đã bắt đầu việc diễn xuất năm 1954 (vở Lỳ và Sáo ở Nhà hát Lớn). Nói về việc này, ông cho rằng "cái áo dù người thợ may có khéo đến đâu cũng không thể vừa khít mình" và bày tỏ rằng chỉ muốn "cần cù và phấn đấu trung thực như một nghệ sĩ giun".. Tuy nhiên, vào ngày 25/3 cùng năm, Bộ Văn hóa, Thể thao và Du lịch vẫn quyết định tổ chức sinh nhật lần thứ 71 dành cho ông.
Nghệ sĩ nhân dân Khải Hưng, người từng cộng tác với nghệ sĩ Văn Hiệp trong phim Mặt trời bé con (1985) nói về việc Văn Hiệp không được nhận danh hiệu Nghệ sĩ Ưu tú:
| “ | Thủ tục vẫn là thủ tục bởi nếu không có nó chúng ta sẽ rơi vào tranh luận, sa lầy không đúng nguyên tắc. Thực tế anh Văn Hiệp không ở đoàn thể nào nên rất thiệt thòi. Anh ấy từ Nhà hát Kịch đi ra, là diễn viên tự do, không tham gia vở diễn gì mà dự hội diễn để có huy chương mà theo đúng luật, có huy chương thì mới được xét danh hiệu nghệ sĩ. Nhưng cũng chính vì thế mà Văn Hiệp rất oan dù anh ấy xứng đáng được trân trọng. Vì anh ấy không đóng vai chính kịch nên không có huy chương nhưng điều lớn nhất là những vai diễn của Văn Hiệp đi vào lòng người. Văn Hiệp rất xứng đáng là nghệ sĩ của nhân dân Việt Nam. | ” |

Ngày 11 tháng 4 năm 2013, Nghệ sĩ nhân dân Khải Hưng đã soạn thảo lá đơn trình lên Chủ tịch nước Cộng hòa xã hội chủ nghĩa Việt Nam đề nghị truy tặng danh hiệu Nghệ sĩ Ưu tú cho Văn Hiệp. Ngày 12 tháng 4 năm 2013, Hội Nghệ sĩ Sân khấu Việt Nam đã soạn xong lá đơn đề nghị Bộ Văn hóa thể thao và Du lịch Việt Nam đặc cách phong Nghệ sĩ Ưu tú cho cố nghệ sĩ Văn Hiệp. Đến ngày 13 tháng 9 năm 2013, Chủ tịch nước Việt Nam Trương Tấn Sang đã ký quyết định truy tặng danh hiệu Nghệ sĩ Ưu tú cho Văn Hiệp vì những đóng góp của ông cho nền nghệ thuật nước nhà. Vào ngày 10 tháng 10 năm 2013, tại trụ sở Bộ Văn hóa - Thể thao và Du lịch Việt Nam, diễn ra Lễ truy tặng danh hiệu Nghệ sĩ ưu tú cho cố nghệ sĩ Văn Hiệp.

## Gia đình
Hơn 20 năm cuối đời, Văn Hiệp gần như ở một mình với các con khi vợ ông, bà Văn Thị Kim Dung (sinh năm 1940), đi xuất khẩu lao động ở Đức và không về. Hai vợ chồng danh hài sống ly thân nhưng không ly hôn. Thậm chí cha vợ ông cũng có lần khuyên ông đi lấy vợ mới nhưng Văn Hiệp vẫn quyết tâm ở vậy, lấy niềm vui từ những vai diễn để đắp đổi qua ngày. Nhiều người thương ông sống cuộc đời cô quạnh cũng giới thiệu, mai mối nhưng Văn Hiệp bảo: Bỏ vợ thì cũng được thôi nhưng bỏ để làm gì?.
Bản thân ông vẫn tin rằng vợ mình còn "chưa có ai": 
| “ | Có những người đi nước ngoài thay đổi tình cảm, bỏ chồng vợ ở nhà nhưng tôi thì chắc chắn bà xã mình không có ai. Nhiều người sau lưng hay cười tôi vì chuyện đó. Mà nếu bà ấy có ai khác thật, tôi cũng không nghĩ đó là sự phản bội. Đàn bà một mình vất vả, nếu có đàn ông giúp đỡ mà nảy sinh tình cảm cũng không phải chuyện đáng chê trách. Mình có giữ cũng vô ích. | ” |

Trong những năm cuối đời, nghệ sĩ Văn Hiệp đối mặt với tình trạng ốm đau bệnh tật liên miên (mổ dạ dày, cắt trĩ, lao phổi, đại tràng…) trong tình trạng tài chính sống không mấy dư dả.
Ông có một con gái và một con trai. Con trai ông sinh cuối năm 1971 - đầu năm 1972. Sau thời gian du học ở Đức, anh quyết định quay trở lại Việt Nam và làm phiên dịch và xuất nhập khẩu. Con gái ông sinh năm 1974. Cô là người đi lồng tiếng cho phim. Bà Văn Thị Kim Dung, vợ ông, khi về đưa tang chồng nói: "Đến giờ tôi vẫn yêu chồng", và "khi con trai gọi điện sang báo tin dữ, bà đã không chịu đựng nổi và ngã ra bất tỉnh".
Đạo diễn Khải Hưng nói với BBC:
| “ | Văn Hiệp là người cha, người chồng rất mẫu mực, nhưng gặp phải những người con không mẫu mực và người vợ cũng không mẫu mực. Cuộc đời ông Văn Hiệp khổ lắm. | ” |

## Đánh giá
Sự ra đi đột ngột của ông đã khiến hàng trăm nghệ sĩ và người hâm mộ tỏ lòng tiếc thương vô hạn.
| “                         | Tôi vô cùng choáng váng vì mới biết tin: nghệ sĩ Văn Hiệp, một nghệ sĩ không "Nhân dân" cũng chẳng "ưu tú" vừa qua đời. Văn Hiệp là một người anh, người nghệ sĩ mà tôi kính trọng. Số trời đã định, biết làm sao chống lại được. Xin chia buồn cùng gia đình bác Văn Hiệp. | ” |
| — Đạo diễn Phạm Đông Hồng | |   |

| “                   | Vô cùng tiếc thương anh. Anh mãi mãi là người anh và là người thầy của chúng em. | ” |
| — Danh hài Xuân Bắc |                                                                                  |   |

| “                    | Vĩnh biệt bác Trưởng thôn đáng kính. Anh chị em nghệ sĩ cũng toàn thể nhân dân sẽ không bao giờ quên những gì bác đã đóng góp cho nền điện ảnh nước nhà. | ” |
| — Nghệ sĩ Minh Vượng | |   |

| “                          | Tuổi thơ chúng cháu là những tháng ngày gắn liền với những tập phim hài có vai diễn của bác. Vẫn nhớ hình ảnh giản dị, đẹp đẽ về bác... vẫn nhớ hình ảnh bác ngồi châm điếu thuốc lào, cảm giác như cuộc sống vẫn luôn vui vẻ và an yên… Bác bị bệnh không người hâm mộ nào được biết, bác ra đi lặng lẽ để lại bao tiếc thương cho một thế hệ người Việt Nam gắn bó với những tiểu phẩm hài, với cả vai diễn của bác… Bác Trưởng thôn Nguyễn Văn Hiệp | ” |
| — Một khán giả trẻ chia sẻ | |   |

.

## Câu nói
| “ | Tôi là người đơn giản, gọn nhẹ. | ” |

| “ | Những cái áo dù người thợ may có khéo đến đâu cũng không thể vừa khít mình. Tôi không khoác cái áo nghệ sĩ nhân dân hay nghệ sĩ ưu tú. Tôi chỉ là nghệ sĩ Văn Hiệp, suốt đời chăm chỉ cần cù và phấn đấu trung thực như một nghệ sĩ giun. | ” |